# Братцевская улица
Бра́тцевская у́лица (название с 1995 года) — улица в Северо-Западном административном округе города Москвы на территории района Северное Тушино.

## История
Улица получила своё название в 1995 году по расположению на месте бывшего села Братцево, известного с XVII века и получившего название от имени или фамилии (известны новгородские помещики XV века Братцевы — от прозвищного имени Братец). Название «Братцевская улица» также носила улица в той же местности, упразднённая 16 августа 1974 года

## Расположение
Братцевская улица проходит от улицы Саломеи Нерис на северо-восток до храма Покрова Пресвятой Богородицы в Братцеве. По Братцевской улице не числится домовладений.

## Транспорт

### Наземный транспорт
По Братцевской улице не проходят маршруты наземного общественного транспорта. У южного конца улицы, на улице Саломеи Нерис, расположена остановка «Улица Саломеи Нерис» автобусов № 267, 777.

### Метро
- Станция метро «Планерная» Таганско-Краснопресненской линии — северо-восточнее улицы, на Планерной улице.
- Станция метро «Сходненская» Таганско-Краснопресненской линии — восточнее улицы, на пересечении Химкинского бульвара и бульвара Яна Райниса с улицей Героев Панфиловцев и Сходненской улицей.